# Liste der Monuments historiques in Sauvigny
Die Liste der Monuments historiques in Sauvigny führt die Monuments historiques in der französischen Gemeinde Sauvigny auf.

## Liste der Objekte
| Bezeichnung                            | Beschreibung                                                                                       | Standort                                   | Kennzeichnung | Schutzstatus | Datum | Bild |
| -------------------------------------- | -------------------------------------------------------------------------------------------------- | ------------------------------------------ | ------------- | ------------ | ----- | ---- |
| Kanzel                                 | Holz, 18. Jahrhundert                                                                              | Sauvigny, in der Kirche St-Loup (Lage)     | PM55000563    | Classé       | 1969  |      |
| Skulptur Lehrender Christus            | Kalkstein, 18. Jahrhundert                                                                         | Sauvigny, in der Kirche St-Loup (Lage)     | PM55002341    | Inscrit      | 2004  |      |
| 36 Kirchenbänke                        | Eichenholz, Ende des 18. Jahrhunderts                                                              | Sauvigny, in der Kirche St-Loup (Lage)     | PM55002344    | Inscrit      | 1994  |      |
| Wandvertäfelung des Chorraums          | Holz, 18. Jahrhundert                                                                              | Sauvigny, in der Kirche St-Loup (Lage)     | PM55000565    | Classé       | 1969  |      |
| Skulptur Heiliger Sebastian            | Stein, 18. Jahrhundert                                                                             | Sauvigny, in der Kirche St-Loup (Lage)     | PM55002342    | Inscrit      | 2004  |      |
| Zwei Kirchenstühle                     | Holz, 18. Jahrhundert                                                                              | Sauvigny, in der Kirche St-Loup (Lage)     | PM55002343    | Inscrit      | 2004  |      |
| Hauptaltar                             | Altartisch, Retabel und Tabernakel; Stein, Holz, farbig gefasst, 18. Jahrhundert                   | Sauvigny, in der Kirche St-Loup (Lage)     | PM55000564    | Classé       | 1969  |      |
| Skulptur Der heilige Antonius im Feuer | Kalkstein, farbig gefasst, 16. Jahrhundert; wohl schon Ende der 1970er Jahre gestohlen             | Moncourt, in der Kapelle St-Gibrien (Lage) | PM55002340    | Inscrit      | 1980  |      |
| Skulptur Notre-Dame de Moncourt        | Darstellung der Madonna mit Kind; Stein, farbig gefasst und vergoldet, Anfang des 16. Jahrhunderts | Moncourt, in der Kapelle St-Gibrien (Lage) | PM55000566    | Classé       | 1981  |      |